# Kontejnerizace
Kontejnerizace je označení pro způsob přepravy nákladu, při němž se používají kontejnery. Kontejner je základní přepravně manipulační jednotka, pro kterou platí:
- vnitřní objem je minimálně 1 m3,
- možnost přepravy zboží jedním nebo více druhy dopravy bez nutnosti překládky zboží,
- konstrukce je upravena pro snadnou a rychlou manipulaci při překládce mezi jednotlivými druhy dopravy a k upevnění na dopravním prostředku,
- konstrukce umožňuje snadné a rychlé plnění a vyprazdňování,
- dostatečná pevnost pro opakované užívání,
- normalizované rozměry.

## Výhody kontejnerového dopravního systému
jednoduchá a snadná manipulovatelnost překládky,
snížení nákladů na manipulaci se zbožím u odesílatele i příjemce,
spojením zboží do jedné obalové jednotky dochází ke snížení nákladů na balení zboží, obalovou techniku i materiály,
velmi dobrá skladovatelnost, využívání prostorů stohováním a určitá nezávislost na krytých skladech,
využití mechanizace a automatizace,
odstranění (nebo alespoň snížení) namáhavé fyzické práce při manipulaci se zbožím včetně zlepšení pracovního prostředí,
snížení mzdových nákladů v důsledku menšího počtu pracovníků,
snížení možností poškození a ztráty zboží,
zrychlení přepravy mezi odesílatelem a příjemcem,
vyšší ekologičnost přepravy při současném snížení energetické náročnosti.

## Rozdělení kontejnerů
A. Podle objemu (velikosti)
1. Velké kontejnery – mají vnitřní objem větší než 15 m3 a svou konstrukcí musí umožňovat manipulaci pomocí manipulačních strojů a zařízení. Dále se dělí na ISO kontejnery, odvalovací kontejnery a výměnné nástavby.
2. Střední kontejnery – mají vnitřní objem od 3 m3 do 15 m3 a svou konstrukcí musí umožňovat manipulaci pomocí manipulačních strojů a zařízení.
3. Malé kontejnery – mají vnitřní objem od 1 m3 do 3 m3 a svou konstrukcí musí umožňovat manipulaci bez manipulačních strojů a zařízení.

B. Podle oblasti použití
1. Pozemní kontejnery – jsou určeny pro relace silnice – železnice.
2. Námořní (rejdařské) kontejnery – jsou určeny zejména pro kombinovanou dopravu v relacích voda – železnice – silnice. Tyto kontejnery musí odpovídat především Konvenci o bezpečnosti kontejnerů z roku 1972 ve znění pozdějších dodatků. Tuto Konvenci konkretizují normy ISO a další předpisy.
3. Letecké kontejnery – jsou speciální nákladové jednotky s vnitřním objemem minimálně 1 m3, mají fixační prvky k zajištění polohy a musí umožňovat manipulaci na válečkových tratích.

C. Rozdělení kontejnerů ISO řady 1
1. 40stopé kontejnery – mají délku 40 ft = cca 12 m a označují se ISO 1 A
2. 30stopé kontejnery – mají délku 30 ft = cca 9 m a označují se ISO 1 B
3. 20stopé kontejnery – mají délku 20 ft = cca 6 m a označují se ISO 1 C
4. 10stopé kontejnery – mají délku 10 ft = cca 3 m a označují se ISO 1 D

V ČR i na celém světě se nejčastěji používají 20´ a 40´ kontejnery. Kromě těchto čtyř základních velikostí se používají ještě kontejnery ISO délky 45´ (cca 13,6 m).
D. Rozdělení kontejnerů ISO podle druhu a použití
1. Kontejnery pro všeobecné použití (tzv. univerzální kontejnery)
2. Kontejnery plošinové a s plošinovým spodkem
3. Kontejnery pro sypký materiál
4. Kontejnery nádržkové
5. Kontejnery termické

Rozdělení kontejnerů podle tohoto hlediska je velmi důležité pro zákazníky z hlediska volby optimálního kontejneru podle přepravovaného materiálu.

## Hlavní části kontejnerů
Vzhledem k tomu, že nejčastějšími jsou kontejnery pro všeobecné použití (univerzální), zaměřím se právě na ně.
Každý tento kontejner se skládá z pěti hlavních částí, a to z rámu, střechy, spodku, čelních a bočních stěn. Základem kontejneru je rám, který může být úplný nebo neúplný. V rámu jsou uloženy stěny (včetně střechy) nebo nádržka (cisterna). Rozměry rámu a jeho pevnost jsou dány normou ISO a nelze je měnit ani z těchto požadavků udělovat výjimky.
Popis některých částí kontejnerů:
Konstrukce a popis vybraných kontejnerů ISO řady 1

### a) Kontejnery pro všeobecné použití (tzv. univerzální)
Tento nejrozšířenější plně zavřený kontejner (nazýváme též „box kontejner“) je odolný vůči povětrnostním vlivům a je rovněž vodotěsný. Má vždy jedny čelní dvoukřídlé dveře (jedná se o jednodveřový univerzální kontejner), může mít i dvoukřídlé dveře na jedné nebo obou bočních stěnách (dvoudveřový nebo třídveřový univerzální kontejner). Odvětrávání kontejneru je umožněno větracími otvory, které jsou umístěny v horních částech bočních stěn. V současné době se používají ve větší míře jednodveřové kontejnery.
Tento typ kontejneru se používá pro přepravu i skladování kusového baleného i nebaleného zboží, polotovarů a surovin. Zboží je možné ukládat volně ložené, na paletách i ve svazcích.
U tohoto kontejneru je důležité rovnoměrné rozložení nákladu z hlediska hmotnosti. Zboží se v kontejneru nesmí volně posouvat, přesypávat, kutálet apod. V případě nutnosti se používají lehké výplně.

### b) Kontejnery s otevřenou horní částí (open top)
Vyrábějí se 20‘ i 40‘. Patří do univerzálních kontejnerů, mají odnímatelnou střechu, nejčastěji ve formě plachty, která se upevňuje k nosné konstrukci ocelovým lankem.
Používají se především k přepravě a skladování sypkých substrátů, např. obilovin, potravinářských a chemických látek. Často jsou používány i k přepravě velkých kusových předmětů, které je nutné nakládat (vykládat) právě otevřenou horní částí kontejneru (např. turbíny, kompresory, čerpadla, motory apod.)

### c) Kontejnery plošinové se sklopnými čely (flat)
Vyrábějí se 20‘ i 40‘. Tyto kontejnery se skládají z plošinového spodku, který má příčný spoj mezi rohovými prvky. Obě čelní stěny kontejneru lze sklápět. Podlaha v místě bočních stěn má otvory pro klanice, které jsou součástí tohoto kontejneru a lze je při sklopení čel umístit do vyčleněného prostoru kontejneru. Pro přepravu prázdných kontejnerů flat je lze skládat na sebe tak, že 5 kontejnerů flat zaujme výšku přibližně jednoho univerzálního kontejneru.

### d) Kontejnery plošinové bez čel (platform)
Vyrábějí se opět 20‘ i 40‘. Tyto kontejnery se skládají pouze z plošinového spodku, který má příčný spoj mezi rohovými prvky. Rohové prvky jsou vždy dva nad sebou. Podlaha je opatřena otvory pro klanice.
Kontejnery platform se používají pro přepravu i skladování zboží, které nepodléhá nepříznivým povětrnostním vlivům, zejména kusových zásilek velké hmotnosti a dopravních prostředků. Lze je použít i pro svazky, profily, tyčoviny a stavebniny.

### e) Kontejnery pro sypký materiál (bulk)
Tyto kontejnery se vyrábějí jako dvacetistopé. Jsou podobné konstrukce jako univerzální kontejnery, ve střeše však mají navíc nejčastěji tři násypné otvory (mohou být kruhového, čtvercového nebo obdélníkového průřezu), které mají pryžové těsnění. Jedna čelní stěna je obvykle opatřena dvojkřídlými dveřmi klasické konstrukce, druhá čelní stěna má v dolní části výsypnou klapku s tyčovým uzávěrem.
Tento typ kontejneru se používá pro přepravu i skladování sypkých, zrnitých, volně ložených substrátů, které je nutné chránit před nepříznivými atmosférickými vlivy. Jde zejména o obilí, granule, slad a šrot.

### f) Uhelné kontejnery (ugel)
Tyto kontejnery se vyrábějí také jen jako dvacetistopé. Konstrukčně jsou podobné kontejnerům bulk s tím rozdílem, že nemají střechu. Aby nedošlo při plnění k deformaci bočních stěn kontejneru, jsou horní podélné nosníky propojeny příčníky, které zvyšují tuhost kontejneru. Plnění kontejneru je samozřejmě horní, vyprazdňování se provádí pomocí vyprazdňovací klapky, pneumaticky nebo sklopením kontejneru.
Jak napovídá název kontejnerů používají se pro přepravu a skladování především uhlí, dále koksu, štěrku, škváry a písku.

### g) Nádržkové kontejnery (tank)
Vyrábějí se rovněž jako dvacetistopé. Hlavní částí kontejneru tank je válcová zpravidla tlaková nádoba, která je vodorovně uložena v nosné konstrukci kontejneru.
Plnění kontejneru se provádí volným nasypáváním substrátu plnicím hrdlem a vyprazdňování je pneumatické pomocí přetlaku nebo je gravitační. Pro plnění kapalinami se používá hadic.
Nádržkové kontejnery se používají k přepravě a skladování volně ložených sypkých substrátů, zejména cementu vápna, kaolinu apod. Dále se používají k přepravě různých druhů kapalin (ropy, nafty, kyselin, nápojů apod.) a stlačených plynů.
Problémy s nádržkovými kontejnery nastávají v případě, chceme-li změnit druh přepravovaného substrátu: je nutné jejich pečlivé vyčištění.
Konstrukcí a vybavením se jedná o kontejnery velice složité. Jejich provoz společně s termickými je nejnákladnější a také cena přepravy nebo pronájmu je velmi vysoká.

### h) Termické kontejnery
Vyrábějí se 20‘ i 40‘. Konstrukčně jsou podobné univerzálním kontejnerům, všechny části (stěny, podlaha, střecha a dveře) jsou však opatřeny tepelnou izolací nebo jsou vyrobeny z materiálu s vlastností tepelné izolace.
Rozdělení termických kontejnerů:
- Izolované kontejnery – nemají zařízení pro chlazení, vyhřívání nebo chlazení i vyhřívání.
- Chladicí kontejnery s rozpínavým chladivem –zdrojem chladu je zkapalněný plyn (dusík N2, oxid uhličitý CO2- může být i v tuhém skupenství), nevyžadují přípojku elektrické energie.
- Chladicí kontejnery – mají kompresorový chladicí systém k udržování požadované teploty.
- Vyhřívací kontejnery – mají vyhřívací zařízení (trvale udržují teplotu nad 0 °C)
- Chladicí a vyhřívací kontejnery – mají chladicí zařízení nebo rozpínavé chladivo, popř. vyhřívací zařízení

Termické kontejnery pro nižší teploty se používají k přepravě a krátkodobému skladování zmrazeného nebo vychlazeného zboží, které může rychle podléhat zkáze – maso, ryby, zelenina, ovoce, mléčné výrobky a také např. květiny.
Vyhřívací kontejnery musí být konstruovány tak, aby udržely vnitřní teplotu 16 °C při vnější teplotě −20 °C po dobu osmnácti hodin.

## Systém ACTS (Abroll Container Transport System)
Jedná se o systémově nový druh kombinované dopravy v relacích silnice – železnice (nelze je
přepravovat vodní dopravou) a opačně, který nabízí komplexní logistické služby typu „home to home“, zejména:
použití kontejnerů ACTS žádaného druhu,
použití nákladních silničních a železničních dopravních prostředků ACTS,
organizace svozu i odvozu zboží po pozemních komunikacích do (z) terminálů,
organizace železniční přepravy,
dozor nad přepravou,
jiné (zvláštní) služby při přepravě),
individuální kalkulace celkových výkonů.
Technická základna systému ACTS
Tato základna je tvořena třemi základními prvky:
1.Odvalovací unifikované kontejnery s rámem systému ACTS o objemu 10 až 36 m3. Ve spodní části těchto kontejnerů jsou válečky pro jejich odvalování. Kontejnery ACTS se vyrábějí v různých konstrukčních provedeních – uzavřené, otevřené, plošinové, nádržkové, plachtové, izotermické, sila aj.
2.Automobilový nosič manipulačních zařízení pro přepravu i překládku kontejnerů ACTS. V tomto případě jde o překládku mezi automobilovým nosičem, železničním vozem, manipulační plochou, rampou a naklápění kontejneru pro vykládku sypkých substrátů.
3.Plošinový železniční vůz s otočnými rámy pro uložení kontejneru ACTS.
Výhody systému ACTS
Nakládka i vykládka se provádí bez dalších speciálních manipulačních prostředků pro vertikální překládku,
je možné přímé překládání kontejneru mezi železničním vozem a automobilovým nosičem,
složení (naložení) kontejneru je možné na libovolném potřebném místě (není nutný terminál),
k provedení překládky je potřeba jednoho pracovníka (řidič automobilového nosiče),
vysoká produktivita práce a dopravní výkony (doba 1 překládky trvá asi 5 minut),
šetření ložnými, manipulačními i skladovacími plochami,
vzhledem k unifikaci automobilového nosiče s manipulačním zařízením je možné přepravovat a manipulovat s přibližně 30 druhy kontejnerů ACTS,
je plně kompatibilní se zahraničními systémy,
nezávislost systému ACTS na kolejové dopravě (mohou jej používat i ti přepravci, kteří vlečku),
široká škála kontejnerů ACTS umožňuje přepravovat libovolné druhy zboží.

## Charakteristiky

### Charakteristika kontejnerů používaných v letecké dopravě
V letecké nákladní dopravě byl i u nás v poslední době zaznamenán velký pokrok. K tomu
nesporně přispěly zlepšené technické podmínky, které se podařilo vytvořit zejména na pražském letišti Ruzyně, kde došlo k vybudování nového moderního odbavovacího areálu a ke zlepšení technických podmínek na úroveň nejnáročnějších požadavků letecké nákladní dopravy.
Dnes již prakticky neexistují náklady, které by nebylo možné dopravovat letecky. To nejlépe dokumentuje pestrá paleta zboží, které se běžně přepravuje, zahrnující mimořádně cenné náklady, umělecké předměty, živá zvířata, ale i chladírenské a mrazírenské náklady. Letecky jsou již běžně přepravovány i mimořádně těžké náklady.
Krásnou ukázkou takovéto mimořádné letecké dopravy byla např. přeprava tramvají z Prahy do Manily nebo kanoí a skifů do Hakone.
Tak jako v ostatních dopravních odvětvích, také v letecké dopravě jsou využívány výhody kontejnerizace. Zatímco u speciálních nákladních letadel jsou běžně používány kontejnery ISO a IATA, v daleko větším rozsahu, a to v přepravách prováděných v nákladovém prostoru běžných, linkových, pasažérských letadel, jsou používány speciální letecké kontejnery (Unit Load Devices - ULD's).
Letecké kontejnery jsou konstruovány tak, aby vyhovovaly tvaru nákladového prostoru letadla a jeho maximálnímu využití. Používání ULD's jako přepravní jednotky zjednodušuje manipulaci a vytváří podmínky pro dodávky na bází dům - dům.
Letecké kontejnery - ULD's se tak stávají stále význačnějším instrumentem umožňujícím rozvoj kombinované dopravy v letecké dopravě, přeprav prováděných v kombinaci silnice - vzduch. Využívání ULD's podněcuje účinné soustřeďování, sestavování, přesun a redistribuci množství drobných zásilek, zavádění letecké konsolidace přinášející výhody jak pro dopravce, tak přepravce.
ULD's, které jsou ve vlastnictví leteckých dopravců, jsou zpravidla jako přepravní jednotky poskytovány přepravcům bezplatně. Dopravce je odesílatelům obvykle dává k dispozici 48 hodin před požadovanou dodávkou nákladu k odletu. Obdobně je poskytována přiměřená lhůta k provedení vykládky kontejneru a k jeho navrácení dopravci. Zatímco většina používaných ULD's patří leteckým dopravcům a je součástí jejich nakládacího a kontrolního systému odpovídajícího typům používaných letadel, jsou dnes v praxi používány ULD's, jejichž majiteli a provozovateli jsou přepravci a leasingové společnosti. Jejich používání je však podmíněno dodržením standardních rozměrů, které jsou dány technickými kritérii stanovenými organizací IATA. Tyto kontejnery jsou označovány Non-Aircraft ULD's a musejí být zaregistrovány v evidenci IATA a náležitě podle předpisů této organizace zevně označeny.
K tomu je třeba zdůraznit, že u jednotlivých typů provozovaných letadel je možnost využití nákladového prostoru přesně vymezena. Tak např. letadlo typu BOEING 747-400 je schopno vedle plného pasažérského obsazení přepravit až 20 tun nákladu.
Nákladový prostor je rozdělen do pěti komor, z nichž čtyři jsou vyhrazeny pro přepravu nákladu umístěného v ULD's.
Letečtí dopravci, kteří se dnes stále více angažují ve svozu a rozvozu nákladů, mají stejným způsobem propracovány možnosti využití nákladového prostoru používaných kamionů podle jednotlivých typů ULD's. Touto cestou se stále efektivněji prosazuje letecká doprava do rozvoje kombinované dopravy provozované na bází silnice - vzduch.
Rámec tohoto pojednání neumožňuje zabíhat do větších podrobností o rozsáhlé paletě nabízených přepravních možností. Ty zájemcům poskytnou jak zástupci jednotlivých leteckých společností, tak zejména letečtí agenti a zasílatelské organizace specializující se na tento druh dopravy, např. Čechofracht, Expeditors, Drusped, ESA, G.T.S.

### Využití kontejnerů v silniční dopravě
Silniční dopravní prostředky
Silničními dopravními prostředky v kombinované dopravě rozumíme zejména silniční kontejnerové návěsy.
Silniční kontejnerový návěs je přípojné vozidlo uzpůsobené ke spojení s tahačem návěsu, nemá podlahu a slouží pouze pro přepravu kontejnerů (někdy i některých typů výměnných nástaveb). Tyto návěsy jsou vyráběny ve 3 provedeních:
a)návěs délky 12 m – pro jeden 40‘ kontejner nebo dva 20‘ kontejnery
b)návěs délky 6 m – pro jeden 20‘ kontejner
c)návěs délky 6 m – sklopné provedení pro kontejnery s výsypnou klapkou (bulk, ugel) pro sypké substráty.
Spojením vhodného tahače návěsu s kontejnerovým návěsem vznikne kontejnerová návěsová jízdní souprava.
Vzhledem k tomu, že se některé nákladní automobily, jízdní soupravy a návěsy pohybují nejen po silnici, ale i na železnici, musí uvedená vozidla splňovat určité podmínky v rámci průjezdného průřezu, hmotnosti na nápravu vozu a hmotnosti na běžný metr vozu.
Do této skupiny silničních dopravních prostředků dále patří již zmíněné překladače a nakladače, které až na výjimky slouží k manipulaci s kontejnery.
Překladače jsou univerzálnější, protože umožňují naložení a složení kontejneru na zem, stohování kontejnerů a překládku kontejneru na železniční vůz nebo silniční návěs.
Nakladače umožňují pouze naložení a složení kontejneru na zem.

### Využití kontejnerů v železniční dopravě
Železniční vozy pro přepravu kontejnerů a výměnných nástaveb
Pro přepravu kontejnerů ISO řady 1 a výměnných nástaveb se v současné době používají dva typy železničních vozů.
Kontejnerové železniční vozy – jsou to plošinové vozy bez podlahy a bočnic, které jsou opatřeny fixačními trny pro uchycení kontejnerů nebo výměnné nástavby.
Plošinové kontejnerové železniční vozy – jsou běžné plošinové vozy s podlahou, opatřené navíc fixačními trny pro uchycení kontejneru nebo výměnné nástavby.

### Využití kontejnerů v námořní a vodní dopravě
Lodě typu RoRo/Container Ships
Jde o velice progresivní typ plavidla, ve kterém je vhodně zkombinován systém RoRo s přepravou kontejnerů. Kontejnery se dokládají na palubu těchto lodí, a tím značně zvyšují jejich efektivnost.
Kontejnerové lodě
Tyto lodě jsou v rámci vodní dopravy z hlediska kombinované dopravy nejdůležitější, i když jsou uzpůsobeny pouze pro přepravu různých typů kontejnerů ve vysokém počtu. Kontejnerové lodě nejčastěji přepravují běžné 20‘ kontejnery (ISO 1 C), 40‘ kontejnery (ISO 1 A – tzv. rejdařské), dále 45‘ kontejnery High Cube.
Kontejnery se přepravují na palubě i v podpalubních nákladových skladových prostorech.
Na rozvoj kontejnerových lodí měla paradoxně rozhodující vliv válka ve Vietnamu, kdy USA přepravovaly do Vietnamu kontejnery s vojenskou technikou a materiálem.
Lodě jsou konstrukčně vybaveny úchyty pro ukotvení kontejnerů, které se také stohují. Pevné ukotvení kontejnerů je velmi důležité pro příčnou i podélnou stabilitu kontejnerové lodi. Kontejnerové lodě jsou dále opatřeny vnitřními manipulačními prostředky pro operace s kontejnery.
Poměrně zajímavá je i rychlost kontejnerových lodí – až 33 uzlů.
Ve vnitrozemské plavbě se pro přepravu kontejnerů používaly univerzální otevřené nebo palubové motorové nákladní lodě, dnes častěji tlačná soulodí, kde v tlačných člunech bývají nejčastěji 3 řady kontejnerů ve 2 – 3 vrstvách, podle kategorie vodních cest. Největší říční kontejnerová loď je nasazena mezi nizozemským přístavem Rotterdam, belgickými Antverpami a německými přístavy na Rýně.
Mateřské lodě (nosiče)
Mateřské lodě (nosiče) jsou speciální námořní plavidla, která mohou nést na své palubě člunové kontejnery (lichtery) nebo speciální říční lodě.
Nakládka a vykládka lichterů se provádí na vodní ploše, která by měla být chráněna před mořským příbojem. Jedná se především o přístavní rejdy a ústí řek do moře.
Člunové kontejnery jsou tvarově i konstrukčně přizpůsobeny své funkci, mají tvar kvádru s kolmými čelními stěnami (tvar je nevhodný pro plavbu po řekách a průplavech). Nosná konstrukce bývá zesílena, boky a dno jsou většinou dvojité. Jsou také opatřeny odpovídajícím kotevním a uvazovacím zařízením.
Lichtery jsou určeny zejména pro přepravu ISO kontejnerů, mohou však přepravovat kusové zboží i zboží hromadného charakteru.
Termín kontejnerizace, kontejnery se užívá v přeneseném významu pro virtuální kontejnery i v IT.